# Dreamtale
Dreamtale é uma banda finlandesa de power metal criada em 1999.

## Integrantes

### Membros
- Rami Keränen - Guitarra
- Janne Juutinen - Bateria
- Heikki Ahonen - Baixo
- Erkki Seppänen - Vocal
- Seppo Kolehmainen - Guitarra
- Akseli Kaasalainen - Teclado

### Ex-membros
- Turkka Vuorinen - Teclado
- Alois Weimer - Baixo
- Tomi Viiltola - Vocal
- Esa Orjatsalo - Guitarra
- Jarkko Ahola - Vocal
- Petteri Rosenbom - Bateria
- Rolf Pilve - Bateria
- Mikko Mattila - Guitarra
- Nils Nordling - Vocal
- Pasi Ristolainen - Baixo
- Arto Pitkänen - Bateria

## Discografia

### Álbuns de estúdio
- Beyond Reality (2002)
- Ocean's Heart (2003)
- Difference (2005)
- Phoenix (2008)
- Epsilon (2011)
- World Changed Forever (2013)
- Seventhian ...Memories Of Time (2016)

### Singles
- "Wellon" (2005)
- "Payback" (2008)
- "Take What the Heavens Create" (2008)
- "Tides of War" (2013)
- "Join the Rain" (2013)
- "October Is Mine" (2016)
- "Sleeping Beauty" (2019)